# Ghain Sielem

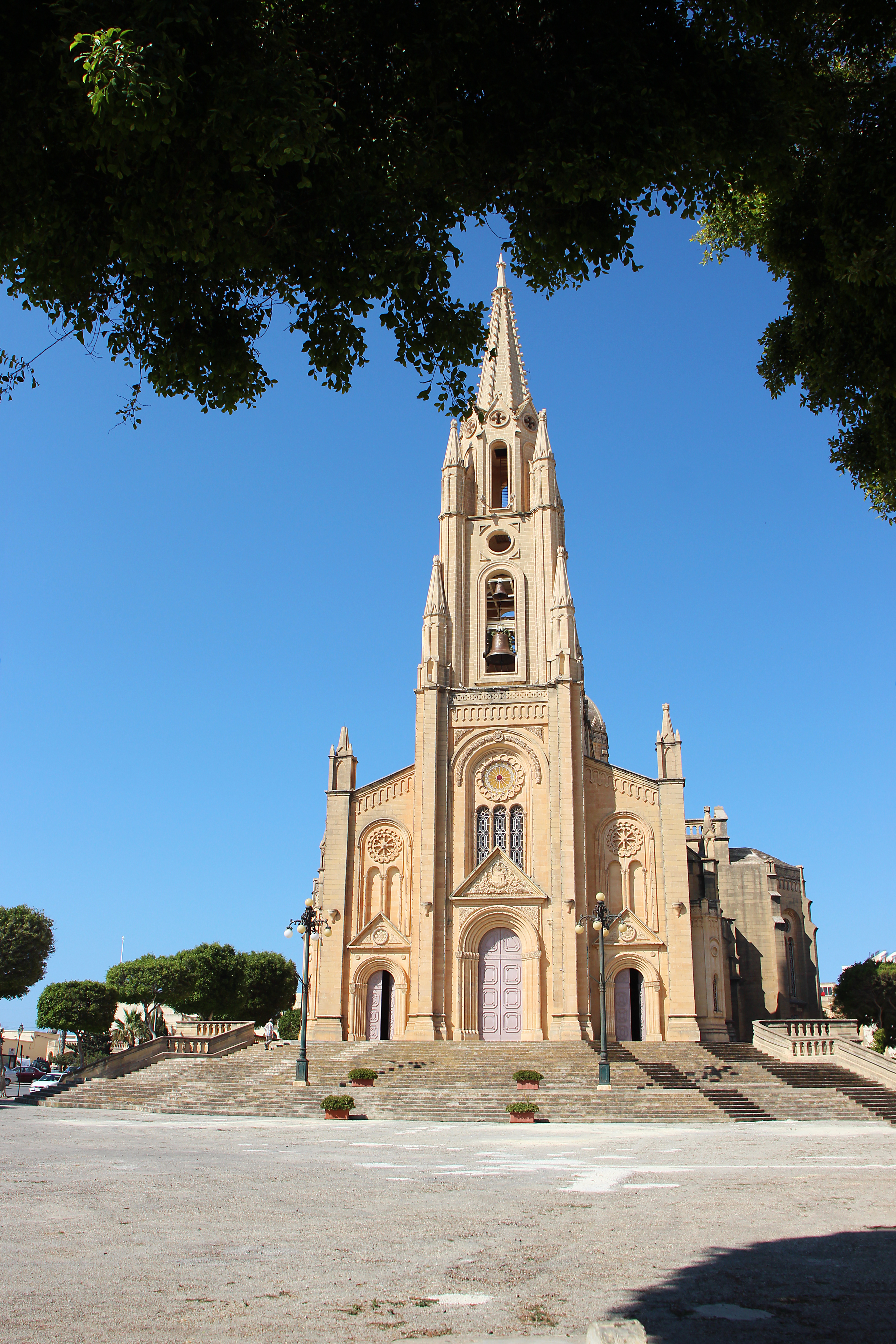
Chiesa Parrocchiale di Għajnsielem

Ghain Sielem (in maltese Għajnsielem, letteralmente “Fonte pacifica”; in italiano storicamente anche Casale Ghain Sielem) è una cittadina dell'isola di Gozo, Malta, e uno dei Consigli Locali dell'isola.
Alcune fonti contemporanee in lingua spagnola riportano, per la cittadina, anche il toponimo di Ca' Anselmo, del quale non esiste però alcuna menzione storica: probabilmente esso costituisce un moderno tentativo di latinizzazione/italianizzazione del toponimo ufficiale.
La località ha una popolazione di 2 931 persone e vi è situato il porto principale di Gozo, lo scalo di Mugiarro (Mġarr), che collega l'isola alla vicina Malta attraverso il canale di Gozo. Il Consiglio Locale comprende anche il territorio dell'isola di Comino e Cominotto. A Ghain Sielem si trova il campus di Gozo del Malta College of Arts and Sciences (MCAST).

## Architetture Importanti
- Chiesa Parrocchiale di Loreto (Knisja Parrokkjali Ta' Loretu)
- Cappella di Lourdes, Mġarr (Kappella ta' Lourdes, L-Imġarr)
- Chiesa di Sant'Antonio da Padova (Knisja ta' Sant'Antnin ta' Padova)
- Fort Chambray
- Casa di San Giuseppe (Id-Dar ta' San Ġużepp)
- Torre Kenuna (Torri Kenuna)

## Amministrazione

### Gemellaggi
- Tolfa, Lazio